# María del Rosario Maldonado Ruiz
María del Rosario Maldonado Ruiz (n. Jerez de la Frontera; 7 de febrero de 1940), conocida como Charito Maldonado, es una actriz española que ha realizado trabajos para la publicidad, la televisión, el teatro y la revista. A mediados de los años 60 se instaló en Italia, donde se casó, en 1963, con Aldo Caimi.

## Filmografía
- La hermana alegría, de Luis Lucia (1954)
- Las de Caín, de Antonio Momplet (1957)
- Tu marido nos engaña, de Miguel Iglesias (1958)
- Música de ayer, de Juan de Orduña (1958)
- María de la O, de Ramón Torrado (1959)
- Soledad, de Félix Acaso (1959)
- El día de los enamorados, de Fernando Palacios (1959)
- Un paso al frente, de Ramón Torrado (1960).
- Dos años de vacaciones, de Emilio Gómez Muriel (1962)
- La notte dell'innominato, de Luigi De Marchi (1963)
- Roma de mis amores, de Carlo Campogalliani (1964)